# Carmel (Indiana)
Carmel è una città a nord di Indianapolis nell'Indiana. Con una popolazione di 92 198 abitanti, la città si estende per 47 miglia quadrate (120 km²) attraverso la Clay Township nella contea di Hamilton, ed è delimitata dal White River a est; Michigan Road (U.S. 421) e il confine della contea a ovest; 96th Street a sud e 146th Street a nord. Sebbene Carmel abbia avuto uno dei primi semafori della nazione, ora è conosciuta come la "capitale della rotonda degli Stati Uniti" (Roundabout Capital of the U.S.) poiché ha più rotatorie di qualsiasi città in America (122 a gennaio 2019).
Carmel ha una popolazione altamente istruita e benestante le cui famiglie hanno un reddito medio di 109201 $, e il prezzo medio di una casa è di 320400 $, secondo l'U.S. Census Bureau. Viene spesso descritta come uno dei migliori posti per vivere in America dalla rivista Money (n. 1 nel 2012, n. 3 nel 2018) e alcuni sondaggisti come Wallet Hub, Niche e SafeWise. La città inoltre è stata dichiarata come anche una delle più sicure d'America e il posto migliore per avviare una carriera lavorativa e crescere una famiglia.

## Geografia fisica
Secondo l'Ufficio del censimento degli Stati Uniti, ha una superficie totale di 48,54 mi² (125,72 km²).

## Storia
Carmel originariamente si chiamava Bethlehem. Fu pianificata e registrata nel 1837 da Daniel Warren, Alexander Mills, John Phelps e Seth Green. I primi coloni erano prevalentemente quaccheri. Oggi, il primo piano per la fondazione di Bethlehem, che si trova all'incrocio tra Rangeline Road e Main Street, è contrassegnato da una torre dell'orologio, donata dal Rotary Club locale nel 2002. Un ufficio postale fu istituito con il nome di Carmel nel 1846 poiché nell'Indiana già esisteva un ufficio postale chiamato Bethlehem. La città di Bethlehem cambiò nome in "Carmel" nel 1874, a causa della necessità di un ufficio postale, all'epoca dell'incorporazione.
Nel 1924, uno dei primi semafori negli Stati Uniti fu installato all'incrocio tra Main Street e Rangeline Road. Il semaforo è stata l'invenzione di Leslie Haines ed è attualmente conservato nella vecchia stazione ferroviaria sul Monon Trail.
Il Carmel Monon Depot, la John Kinzer House e la Thornhurst Addition sono elencati nel National Register of Historic Places.

## Società

### Evoluzione demografica
Secondo il censimento del 2010, la popolazione era di 79 191 abitanti.

### Etnie e minoranze straniere
Secondo il censimento del 2010, la composizione etnica della città era formata dall'85,4% di bianchi, il 3,0% di afroamericani, lo 0,2% di nativi americani, l'8,9% di asiatici, lo 0,0% di oceanici, lo 0,7% di altre razze, e l'1,8% di due o più razze. Ispanici o latinos di qualunque razza erano il 2,5% della popolazione.

## Amministrazione

### Gemellaggi
Carmel ha quattro città sorelle secondo il Carmel Monthly Magazine.
- Kawachinagano, dal 1994;
- Xiangyang, dal 2012;
- Jelgava, dal 2022;
- Cortona, dal 2022.